# Коцовский, Владимир Николаевич
Владимир Николаевич Коцовский (1860—1921) — украинский писатель, галичанин.
Отдельно издал «Жите и значене Маріана Шашкевича» (Львов, 1886). Поместил ряд историко-литературных работ в галицких журналах: «Огляд национальноі праці галицьких русінів» («Зоря», 1887), «Памьяти М. Шашкевича» («Записки наукового товаріства імені Шевченка», т. III, Львов, 1894) и др.